# مزبان خضر هادي
مِزبان خضر هادي (1938-2020) سياسي وعسكري عراقي برتبة فريق في الجيش العراقي، وقيادي في حزب البعث العراقي. عمل عضواً في مجلس قيادة الثورة من 1991 إلى 2001.

## الولادة والنشأة
ولد هادي في عام 1938 في مدينة مندلي التي تقع الآن ضمن حدود محافظة ديالى.

## نشاطه السياسي والحكومي
كان هادي قريبًا جداً من صدام حسين حيث عمل مستشاراً رئيسياً منذ مطلع الثمانينيات وخاصة في الشؤون الشيعية. شغل منصب وزير بدون وزارة في يونيو 1982، وقبل ذلك شغل منصب محافظ محافظة النجف.
كرَّمَهُ صدام حسين لدوره في حرب الخليج الثانية وفي أعقاب ثورات 1991 في العراق. نظراً الى ارتباطه الوثيق بصدام حسين رُفِّع هادي في مارس 2003 ليتولى قيادة منطقة الفرات الوسطى إحدى المناطق العسكرية الأربع في العراق في إطار محاولة من صدام حسين لتفويض القيادة وتعزيز الدفاعات العراقية ضد غزو العراق عام 2003.

## اعتقاله ووفاته
هادي كان الرقم 23 في مجموعة أوراق اللعب لأهم المطلوبين العراقيين.
اعتقلت القوات الأمريكية هادي في بغداد في 1 مايو 2003. ادعت القيادة المركزية الأمريكية لاحقا أن هادي اعتقل في 8 يوليو 2003 بعد أن سلم نفسه إلى قوات التحالف في بغداد.
في سنة 2010، صدرت بحقه أحكام بالإعدام في قضية تجفيف الأهوار وفي قضية قتل وتهجير الكرد الفيليين.
توفي في سجن الحوت في الناصرية يوم السبت 16 أيار 2020.